# Genesis
Genesis (рус. Дже́несис) — британская рок-группа, созданная в 1967 году и принадлежавшая изначально к движению прогрессивного рока. Группа получала награды Грэмми, продала по всему миру более 150 миллионов альбомов (из которых около 22 миллионов в США) и вошла по этому показателю в top 30 всех времён. Самые известные участники, Питер Гэбриел и Фил Коллинз, сделали успешные сольные карьеры.
Группа периодически меняла состав, самая серьёзная перемена произошла в 1975 году, когда из группы ушёл Гэбриел и основным вокалистом стал барабанщик Коллинз. В 1997 году перед записью последнего на сегодняшний день студийного альбома Calling All Stations Коллинза заменил Рей Уилсон; в связи с коммерческим неуспехом этого альбома группа заявила о распаде, но в октябре 2006 года Коллинз, Резерфорд и Бэнкс объединились для прощального концертного тура «Turn It On Again».
15 марта 2010 года группа была введена в Зал славы рок-н-ролла.

## История

### Ранние годы (1967—1970)
Основатели Genesis, певец Питер Гэбриел, клавишник Тони Бэнкс, гитарист Энтони Филлипс, басист и гитарист Майк Резерфорд и барабанщик Крис Стюарт познакомились в частной школе для мальчиков среднего класса Чартерхаус. Бэнкс и Гэбриел поступили в школу в сентябре 1963 года, Резерфорд — в сентябре 1964 года, а Филлипс — в апреле 1965 года. В то время Филлипс и Резерфорд участвовали в школьной группе под названием «Anon», а Бэнкс, Гэбриел и Стюарт — в группе под названием «Garden Wall».
В январе 1967 года, после того, как обе группы распались, Филлипс и Резерфорд продолжали сочинять вместе и создавать демозапись в самодельной студии друга, пригласив Бэнкса, Гэбриела и Стюарта. Квинтет записал шесть песен: «Don’t Want You Back», «Try a Little Sadness», «She’s Beautiful», «That’s Me», «Listen on Five» и инструментальную «Patricia». В 1969 году группа познакомилась с Джонатаном Кингом, выпускником той же школы Чартерхаус. Кинг сочинял поп-песни и работал продюсером звукозаписи, в тот момент у него вышел успешный сингл «Everyone’s Gone to the Moon». Он дал группе название Genesis (в пер. с англ. — создание, творение, Книга Бытия). Он вспоминал, что «подумал, что это неплохое название… оно предполагало создание нового звучания и нового ощущения».
В процессе работы над дебютным альбомом From Genesis to Revelation Стюарт ушёл и на его место взяли Джона Сильвера. Группа записала набор песен с лёгким поп-звучанием, навеянным Bee Gees, одной из любимых групп Кинга, и The Beatles. Кинг собрал песни в концептуальный альбом и при сведении (к неудовольствию участников группы) добавил к аранжировке струнную секцию. Первый сингл, «The Silent Sun», был выпущен в феврале 1968 года. Альбом был выпущен на Decca Records и разошёлся тиражом всего в 650 экземпляров, но, по совету Кинга, группа приняла решение не бросать музыкальную карьеру. Кинг всё ещё располагает правами на альбом From Genesis to Revelation и периодически перевыпускает его под разными названиями.
Перед записью следующего альбома, Trespass, Силвера сменил Джон Мейхью. А до того во время совместного тура с группой Smile Гэбриел предлагал место барабанщика Роджеру Тейлору (позже ставшему сооснователем и ударником группы Queen). Группа подписала контракт с лейблом Charisma Records.
Альбом Trespass стал образцом для альбомов Genesis 1970-х годов: длинные, иногда подобные операм, пьесы и отдельные короткие юмористические номера напоминали стиль групп прогрессивного рока, таких как Jethro Tull, Yes и Gentle Giant. Trespass включает такие элементы прогрессивного рока как детальные аранжировки и смены музыкального размера. Девятиминутная пьеса Гэбриела «The Knife» показывает, «как все насильственные революции неминуемо заканчиваются властью диктатора».
Проблемы со здоровьем и периодическая боязнь сцены в 1970 году заставили уйти Филлипса. Спустя несколько лет, которые он потратил на совершенствование своего музыкального мастерства, он продолжил карьеру записью многочисленных сольных альбомов и сотрудничеством с другими музыкантами. Его первый сольный альбом The Geese & the Ghost (1977), в записи которого принимали участие Майк Резерфорд (играл на гитарах и других инструментах), Фил Коллинз (вокал которого можно услышать на нескольких композициях), напоминает по своему стилю Trespass. По словам музыкального критика Брюса Эдера (Bruce Eder), «… Большая часть этой записи звучит как „потерянный альбом“ Genesis, что понятно, так как Фил Коллинз много поет, а Майкл Резерфорд играет на гитаре, бас-гитаре и клавишных, а также участвует в композиции основных частей этого альбома. Часть материала здесь, похоже, была получена из произведений, которые они сочинили в первые дни Genesis, но сочли неподходящими для исполнения на сцене. Таким образом, The Geese & the Ghost является своего рода возвращением туда, где Trespass или Nursery Cryme остановились почти шесть лет назад». Уход Филлипса травмировал Бэнкса и Резерфорда, и они сомневались, сможет ли группа продолжать работать. Тем не менее, группа не распалась, взяв в барабанщики Фила Коллинза (пришедшего на прослушивание после прочтения объявления в Melody Maker), а в гитаристы — Стива Хаккета, игравшего ранее в группе Quiet World.

### 1971—1975

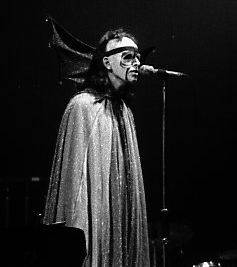
Питер Гэбриел исполняет «Watcher of the Skies»

Коллинз и Хаккет присоединились к студийной работе в 1971 году во время записи альбома Nursery Cryme, включающего эпическую пьесу «The Musical Box», и в котором Коллинз впервые выступает в роли вокалиста в композиции «For Absent Friends». В октябре 1972 года выпущен альбом Foxtrot, содержащий двадцатитрёхминутную пьесу «Supper’s Ready». Такие композиции как «Watcher of the Skies», навеянная произведениями Артура Кларка, упрочили их репутацию авторов и исполнителей.
В этот период Genesis характеризуют себя как эскапистскую группу, уводящую слушателя от «мирской суеты» в мир аллегорий, сравнений и фантазий. Пламенное и театральное сценическое поведение Гэбриела, сопровождавшееся многократными сменами костюмов и сюрреалистичными вступлениями к песням, сделали выступления группы популярным зрелищем. Концертная запись Genesis Live вышла в 1973 году после концертного тура Foxtrot.
Альбом Selling England by the Pound вышел в ноябре 1973 года и был хорошо принят критиками и поклонниками. На таком названии альбома настоял Гэбриел, это ссылка на лозунг партии лейбористов, популярный в то время. Альбом содержит, в частности, композиции «Firth of Fifth» и «I Know What I Like (In Your Wardrobe)», ставшие частью концертного репертуара Genesis, а затем в качестве сингла достигшие 17-й позиции в британском чарте. В этот период Хаккет одним из первых среди гитаристов осваивает технику тэппинг, позже популяризованную Эдди Ван Халеном, и технику свипового штриха, которую в 1980-х годах практиковал Ингви Мальмстин. Эти виртуозные гитарные приёмы используются в песне «Dancing with the Moonlight Knight».
В 1974 году Genesis записали двойной альбом The Lamb Lies Down on Broadway, который вышел 18 ноября. В отличие от предыдущих альбомов с продолжительными пьесами, этот содержит множество сравнительно коротких номеров, связанных между собой несколькими сквозными рефренами. Альбом рассказывает историю духовного странствия Раэля, молодого пуэрториканца, живущего в Нью-Йорке, его попытку утвердить свою свободу и личность. Во время своего путешествия Раэль встречает несколько причудливых персонажей, в частности Слиппермена и Ламию, колдунью из греческой мифологии.
Группа совершила мировой тур в поддержку этого альбома, исполняя его целиком, с добавлением устных повествований Гэбриела. В своих концертах Genesis первыми использовали лазеры и другие световые эффекты, большинство из которых было создано голландским техником Тео Ботсчуйвером. Специальное переносное устройство, используемое для направления лазерного луча, позволяло Гэбриелу обрушивать на аудиторию различные световые эффекты.

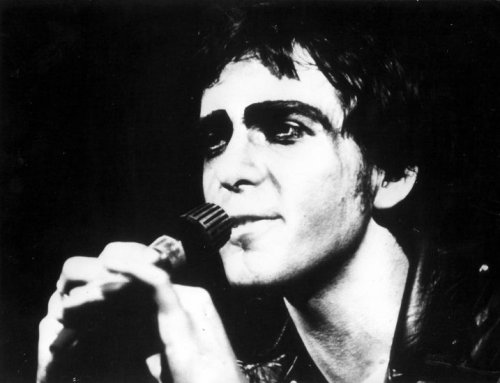
Питер Гэбриэл, апрель 1975 года

Создание такого амбициозного альбома как The Lamb Lies Down on Broadway напрягло отношения между участниками группы, в частности между Бэнксом и Гэбриелом. Гэбриел писал тексты песен, в то время как остальные участники коллектива сочиняли музыку, не считая композиций «Counting Out Time» и «The Carpet Crawlers».
В августе 1975 года после концертного тура Гэбриел объявил о том, что уходит из Genesis. Группе он сообщил об этом решении в конце 1974 года; данное решение основывалось на разногласиях касаемо авторства последних песен, а также невозможности Питера проводить время со своей семьёй (его новорожденная дочь находилась в блоке интенсивной терапии). В письме поклонникам, озаглавленном Out, Angel Out (Улетел, ангел улетел), Гэбриел объяснил, что «… машина, которую мы совместно построили, чтобы она помогала писать песни, стала управлять нами, посадила нас в клетку успеха, к которому мы стремились. Она изменила отношение и дух всей группы. Музыка не иссякла, и я до сих пор уважаю остальных музыкантов, но наши роли стали тяжёлыми». Группа решила продолжать без Гэбриела.
В первом сольном альбоме Гэбриела 1977 года (Peter Gabriel) есть популярная песня «Solsbury Hill», аллегорический рассказ о его уходе из группы.

### 1976—1979
«Я напрягаюсь, когда люди говорят: „Все испортилось, когда он начал петь“. Потому что на самом деле все мы изменились. Это было коллективное решение. Ну, не решение даже — а трансформация.

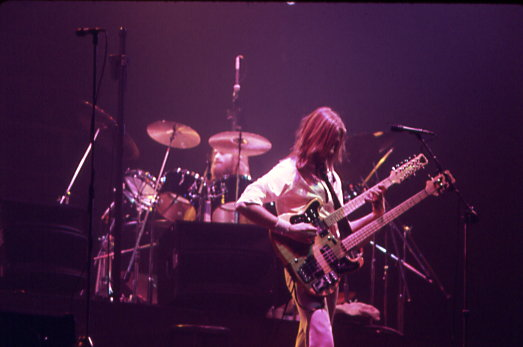
Майк Резерфорд

Отбросив идею инструментальной группы, Genesis начали прослушивания вокалистов на замену Гэбриелу. Коллинз, имевший опыт бэк-вокала, инструктировал соискателей. Неожиданно группа решила рассмотреть кандидатуру самого Коллинза на роль лидер-вокалиста для альбома 1976 года A Trick of the Tail. Альбом был хорошо принят критиками и обошёл по продажам все предыдущие альбомы вместе взятые. Новый продюсер Дэвид Хентшель, работавший звукоинженером на записи Nursery Cryme, наделил альбом более чистым звучанием. Критики заметили, что Коллинз звучал «более по-гэбриеловски, чем сам Гэбриел».
Группа была озабочена проблемой живых выступлений, которым теперь не хватало «театрального мистицизма» Гэбриела, однако Коллинз не испытывал с этим особых затруднений: «Я просто не чувствовал, что смогу с этим справиться — так что я просто превратился в „парня с соседнего двора“.». Поскольку Коллинз нуждался в помощи второго барабанщика, на тур 1976 года пригласили Билла Бруфорда из Yes и King Crimson. Первый концерт Genesis без Гэбриела состоялся 26 марта 1976 года в канадском городе Лондон, провинция Онтарио. Это выступление было записано и выпущено под названием Genesis: In Concert.
Ближе к концу года Genesis записали альбом Wind & Wuthering, получивший название из романа Эмили Бронте «Грозовой перевал» (последние строки которого — «how anyone could ever imagine unquiet slumbers for the sleepers in that quiet earth», — дали названия двум композициям альбома). В альбом вошли песни «Blood on the Rooftops» и «Afterglow», а также сложная многочастная сюита «One for the Vine». Группа подписала контракт с новым менеджером Тони Смитом, который публиковал все последующие песни Genesis через свою компанию Hit & Run Music Publishing.
В туре 1977 года на ударных инструментах играл Честер Томпсон (в 1973-74 гг. гастролировал с группой Ф. Заппы «The Mothers of Invention», в 1976 был ангажирован для записи альбома Black Market группы «Weather Report»). Подход Коллинза к выступлениям Genesis отличался от театрализованных представлений Гэбриела, и его интерпретации старых песен были легче и нежнее. Впоследствии Гэбриел признал, что Коллинз поёт лучше него, но не сможет делать это так же, как он; Коллинз с этим согласился.

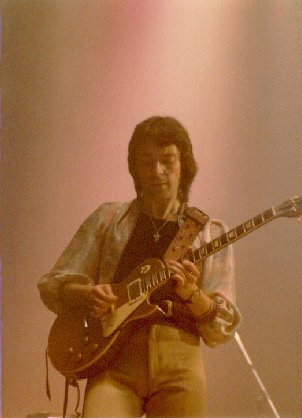
Стив Хэккет

Гитарист Хэккет стал разочаровываться в группе во время выпуска Wind & Wuthering, он чувствовал себя скованно. Хэккет спросил группу, не расположена ли она к включению в репертуар его песен, которые Коллинз описал как «немой способ работы в контексте группы». В то время как Хэккета включили в авторы инструментальных композиций «Unquiet Slumbers for the Sleepers…» и «…In That Quiet Earth», его вещь «Blood on the Rooftops» никогда не исполнялась на концертах, а его «Please Don’t Touch» заменили трёхминутной инструментальной «Wot Gorilla?». После выпуска в 1977 году мини-альбома Spot the Pigeon Хэккет покинул группу.
Концертный альбом Seconds Out был записан во время тура 1977 года, это последняя запись с участием Хаккета. Резерфорд взялся за гитару в студии, а на концертах делил гитару и бас-гитару с сессионным музыкантом Дэрилом Стюермером. Группа продолжила работу в качестве трио — факт, который они подчеркнули в названии нового альбома And Then There Were Three («…И тогда их осталось трое»). Альбом стал следующим шагом в направлении от длинных эпических пьес и принёс группе её первый американский радиохит «Follow You, Follow Me», популярность которого привела к тому, что альбом …And Then There Were Three… стал их первым платиновым в США.

### Duke,AbacabиThree Sides Live(1979—1982)

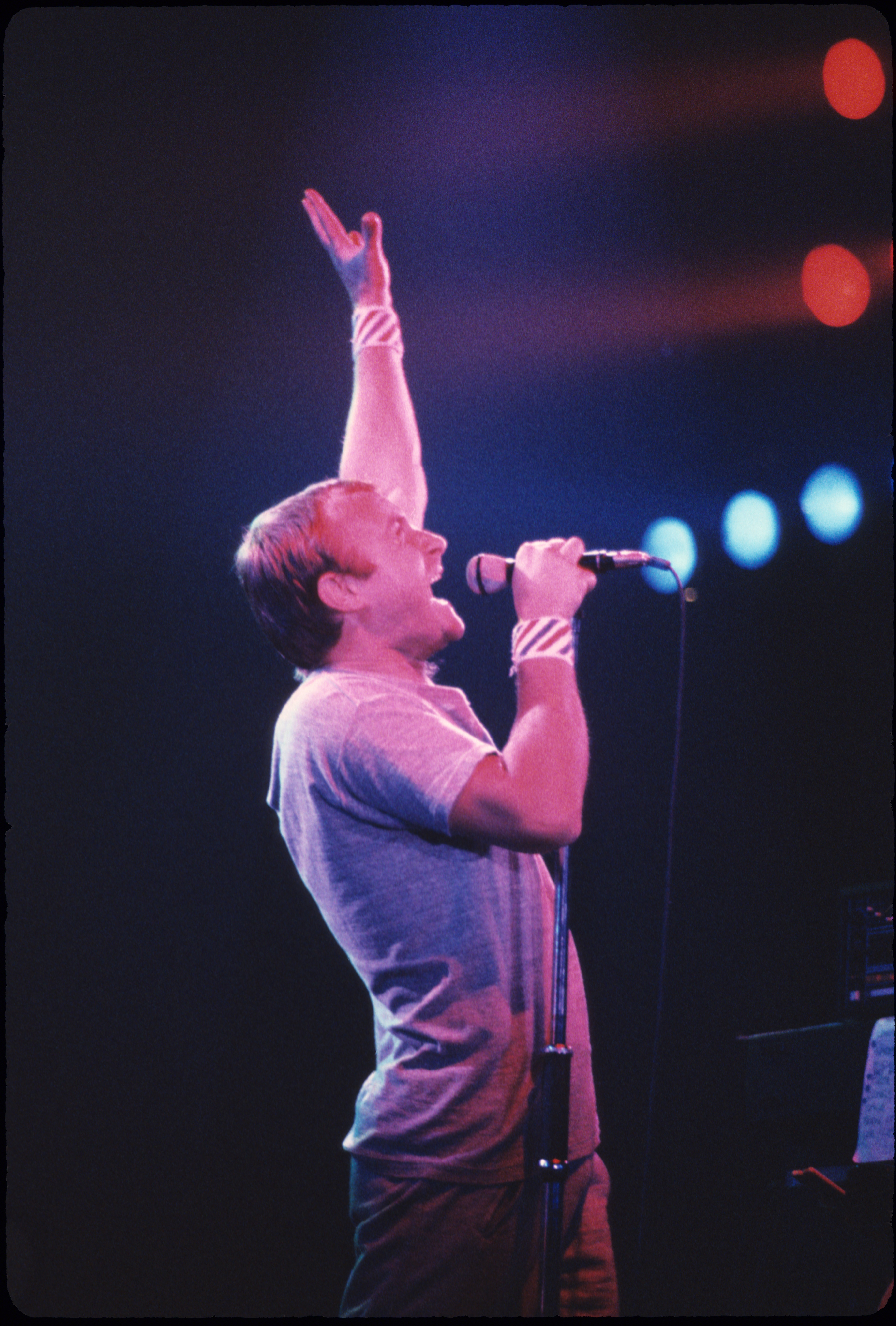
Фил Коллинз, 1981 год

В 1979 году Genesis чуть не потеряли Коллинза, когда он переехал в Ванкувер (Канада), пытаясь спасти свой первый брак. Тем не менее, после развода Коллинз вернулся в Великобританию и погрузился в запись альбома Duke. Записанный на стокгольмской студии Polar Studio (известной как студия ABBA), Duke стал первым альбомом Genesis, в котором Бэнкс и Резерфорд поровну разделили авторство с Коллинзом. Это был настоящий переход от звучания прогрессивного рока 1970-х к поп-эре 1980-х. Использование драм-машины стало бессменным элементом в звучании последующих альбомов Genesis и сольных альбомов Коллинза. Выпущенный в марте 1980 года, Duke был самым большим коммерческим успехом группы в то время, проведя две недели на 1 позиции в Великобритании и достигнув 11 в США. В поддержку Duke был устроен тур по Британии и Северной Америке с апреля до июня 1980 года, который начался с тура с 40 концертов по Великобритании, где все 106 000 билетов были проданы в течение нескольких часов после поступления в продажу.
За альбомом Duke последовал минималистский Abacab, включавший совместный продукт с духовой секцией Earth, Wind & Fire — композицию «No Reply at All». Большая часть репетиций прошла на студии The Farm, только что построенной собственной студии в графстве Суррей, где были записаны все последующие альбомы группы. В альбоме использован мощный звук барабанов, основанный на эффекте «гейтированной реверберации» (gated reverb), придуманый Гэбриелом, Коллинзом и их сопродюсером и звукоинженером Хью Пэдхамом. Гейтированный звук барабанов стал визитной карточкой последующих альбомов Genesis и Коллинза.

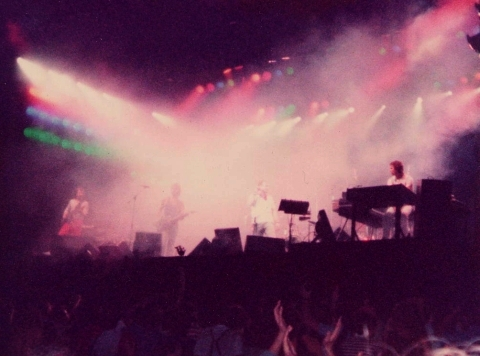
Genesis, Tirrenia 1982

В 1982 году группа выпустила двойной концертный альбом Three Sides Live, получивший положительные отзывы критиков и коммерческий успех. 2 октября на сцене Milton Keynes Bowl состоялся концерт, на котором группа выступила вместе с Гэбриелом и Хаккетом. Концерт (известный под названием Six of the Best («Шестеро из лучших»)) был наспех организован для того, чтобы собрать деньги для проекта Гэбриела WOMAD, который на тот момент страдал от материальных трудностей.
Альбом 1983 года, названный просто Genesis, стал третьим альбомом группы, занявшим первую строчку британского чарта. Альбом содержит радиохиты «Mama» и «That’s All», а также демонстрацию прежней склонности группы к длинным пьесам — «Home by the Sea».
Говоря об успехах Genesis в 1980-х годах в сочетании с удачной реализацией сольных проектов её участников, Коллинз замечает, что путь, избранный группой начиная с Duke, «позволял каждому из них иметь отдушину для реализации личного материала», не превращая группу в аккомпанемент собственным идеям.

### Genesis,Invisible Touch,We Can’t Danceи уход Коллинза (1983—1996)
Работа над двенадцатым альбомом началась в марте 1983 года с вернувшимся в качестве звукоинженера Пэдхамом. Это первый альбом написанный, записан и сведен в реконструированной студии The Farm. Бэнкс вспоминал, что группа была не готова для новых музыкальных идей: «Мы чувствовали временами, будто мы растягиваем материал, насколько только можем». Mama Tour прошёл с конца 1983 года до 1984 в Северной Америке и пять британских шоу в Бирмингеме. Последние шоу были сняты и выпущены на Genesis Live — The Mama Tour.
В феврале 1984 года участники Genesis взяли перерыв, чтобы продолжить сольные карьеры. Резерфорд сформировал группу Mike + The Mechanics, Бэнкс работал над сольным альбомом Soundtracks, Коллинз выпустил альбом No Jacket Required, который добился всемирного успеха и в результате увеличил его популярность. Музыкальная пресса посчитала, что успех Коллинза как сольного артиста сделала его более популярным, чем Genesis.
В 1986 году, на пике популярности Коллинза как сольного исполнителя, группа выпустила альбом Invisible Touch, который стал её самым продаваемым альбомом (больше 15 миллионов копий по всему миру, из которых свыше 6 миллионов в США). Альбом принёс 5 суперхитов: «Throwing It All Away», «In Too Deep», «Tonight, Tonight, Tonight», «Land of Confusion» и «Invisible Touch». Титульная композиция достигла первого места американского чарта, единственная из песен Genesis по сей день, хотя в Великобритании она не поднялась выше 15-го места.
В том же году Коллинз, увидевший пародию на себя в сатирическом британском телешоу Spitting Image (где использовались куклы, изображавшие политиков и знаменитостей), был впечатлён и нанял создателей шоу Питера Флака и Роджера Лоу для работы над видеоклипом к песне «Land of Confusion». Клип представляет собой ироничный комментарий Холодной войны, где обыгрывается «счастье пальца на курке» лидеров коалиции, держащих палец на ядерной кнопке. Клип выиграл премию Грэмми в номинации «Лучшее концептуальное музыкальное видео» и был номинирован на приз MTV, но проиграл клипу Питера Гэбриела «Sledgehammer».
В 1987 году группа сумела продать билеты на четыре идущих подряд концерта на стадионе Уэмбли (несмотря на это, к концертным выступлениям группы критики отнеслись довольно прохладно). Genesis была первой группой, использовавшей технологию Vari-Lite и звуковую систему Prism, которые теперь стали стандартным оборудованием для рок-концертов на крупных аренах.
На концерте 1988 года Prince’s Trust в Альберт Холле Коллинз и Гэбриел выступали вместе впервые с 1982 года. Коллинз играл на барабанах, пока Гэбриел исполнял свою песню «Sledgehammer». Это был последний раз, когда два фронтмена Genesis публично выступали вместе.

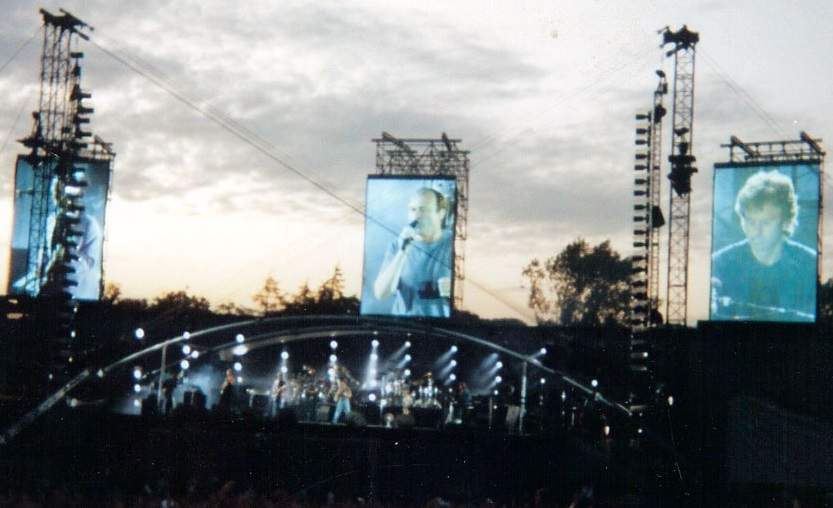
Genesis на концерте в Небуорте, 1992 год

После пятилетнего перерыва Genesis вновь собрались в 1991 году и выпустили альбом We Can't Dance, ставший последней студийной работой Коллинза в группе. Альбом, частично возвращающий слушателя к эстетике ранних Genesis, возглавил хит-парады и получил мультиплатиновый статус в ряде стран. Наиболее известные хиты: «I Can’t Dance», «No Son of Mine», «Jesus He Knows Me» и «Hold on My Heart». По окончании тура в поддержку альбома был выпущен концертный альбом The Way We Walk (в двух частях) и концертное видео «The Way We Walk — Live in Concert».
В марте 1996 года Коллинз объявил о своем уходе из Genesis. Позже он признался, что «почувствовал, что пришло время изменить направление в моей музыкальной жизни. Теперь для меня это будет музыка для фильмов, некоторые джазовые проекты, и, конечно, моя сольная карьера. Я желаю ребятам из Genesis всего самого лучшего в их будущем. Мы остаёмся лучшими друзьями».

### 1997—2000
Резерфорд и Бэнкс решили продолжать работать как Genesis. При этом они нуждались более чем в одном музыканте, потому что группу покинул не только Коллинз, но и концертные музыканты Дэрил Стюермер и Честер Томпсон. Стюермер оставался на связи, но в тот момент концертировал с Коллинзом. Томпсон поинтересовался пустующим местом барабанщика, но когда ему отказали в статусе участника группы, он закончил своё 19-летнее сотрудничество с группой. В итоге место за барабанами разделили Нир Зидкьяху, израильский сессионный барабанщик, игравший с Hidden Persuaders, и Ник Д’Вирджилио, из прогрессивной рок-группы Spock's Beard. Разница в стиле их игры заметна: Д’Вирджилио играл мягче, более утончённые ритмы по сравнению с помпезной техникой Зидкьяху.

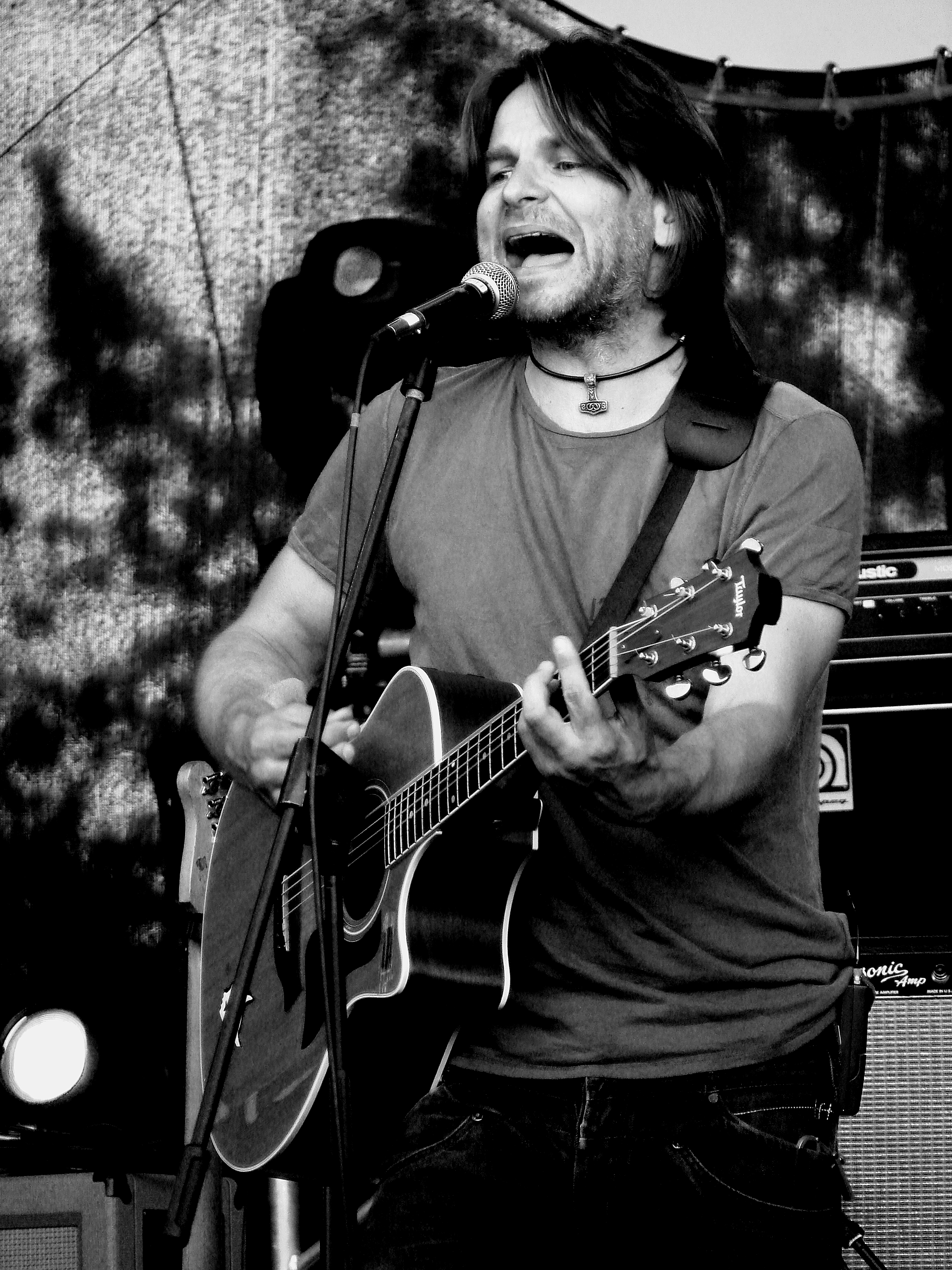
Рэй Уилсон

Певший до этого в Stiltskin Рэй Уилсон был назначен новым лидер-вокалистом Genesis. Среди других претендентов на это место были Пол Коррак из группы Резерфорда Mike and the Mechanics, Френсис Даннери (из It Bites) и Фиш (из Marillion), ранее дважды сотрудничавший с Бэнксом. Перед самой своей смертью в 1996 году прослушивался Кевин Гилберт. По мнению продюсера Ника Дэвиса единственным серьёзным конкурентом Уилсона был Дэвид Лэнгдон, хотя он никогда раньше с группой не пел. Насчёт критериев группы в поиске вокалиста Бэнкс заметил: «Нам нужен был кто-то, кто подходит по стольким параметрам, как например умение импровизировать с музыкой, которую мы сочиняем, умение нырять в глубоком месте и быть фронтменом группы». Уилсон немедленно был вовлечён в процесс сочинения песен, ему выдали полдюжины песен для работы, что закончилось тремя строчками о соавторстве на обложке альбома.
Альбом Calling All Stations 1997 года неплохо продавался в Европе, композиция «Congo» вышла на 29 место в британском чарте. Альбом не был успешным в США, где не попал в Billboard Top 50. В течение 1997 и 1998 годов Genesis гастролировали по Европе, к Бэнксу, Резерфорду и Уилсону присоединились Зидкьяху и гитарист Энтони Дреннан, который ранее работал с Полом Бреди и The Corrs. Тем не менее, запланированный тур по США был отменён из-за слабых продаж альбома. Вслед за прерыванием тура Calling All Stations группа отпустила Уилсона и ушла в бессрочный отпуск, хотя участники продолжали регулярно контактировать. В интервью, данном в апреле 2007, года Уилсон выразил отвращение к тому, как была осуществлена его отставка из группы, сказав «это было как смерть от тишины». К тому же он сказал, что жалеет о времени потраченном на группу, когда он чувствовал себя некомфортно, как «рабочий класс» рядом с богачами Бэнксом и Резерфордом. Он также сообщил, что один из ассистентов Коллинза рассказывал ему, что Коллинз «был разочарован, что группа продолжает работу».
В 1999 году состав группы 1971-75 годов (Бэнкс, Коллинз, Гэбриел, Хаккет и Резерфорд) записал новую версию композиции «The Carpet Crawlers» для сборника Turn It On Again: The Hits. В 2000 году Коллинз, Бэнкс и Резерфорд выступали с акустической версией I Can’t Dance на форуме Music Managers Forum в честь своего менеджера Тони Смита. Большинство участников были вовлечены в работу над двумя архивными бокс-сетами.

### 2006—2008: Turn It On Again

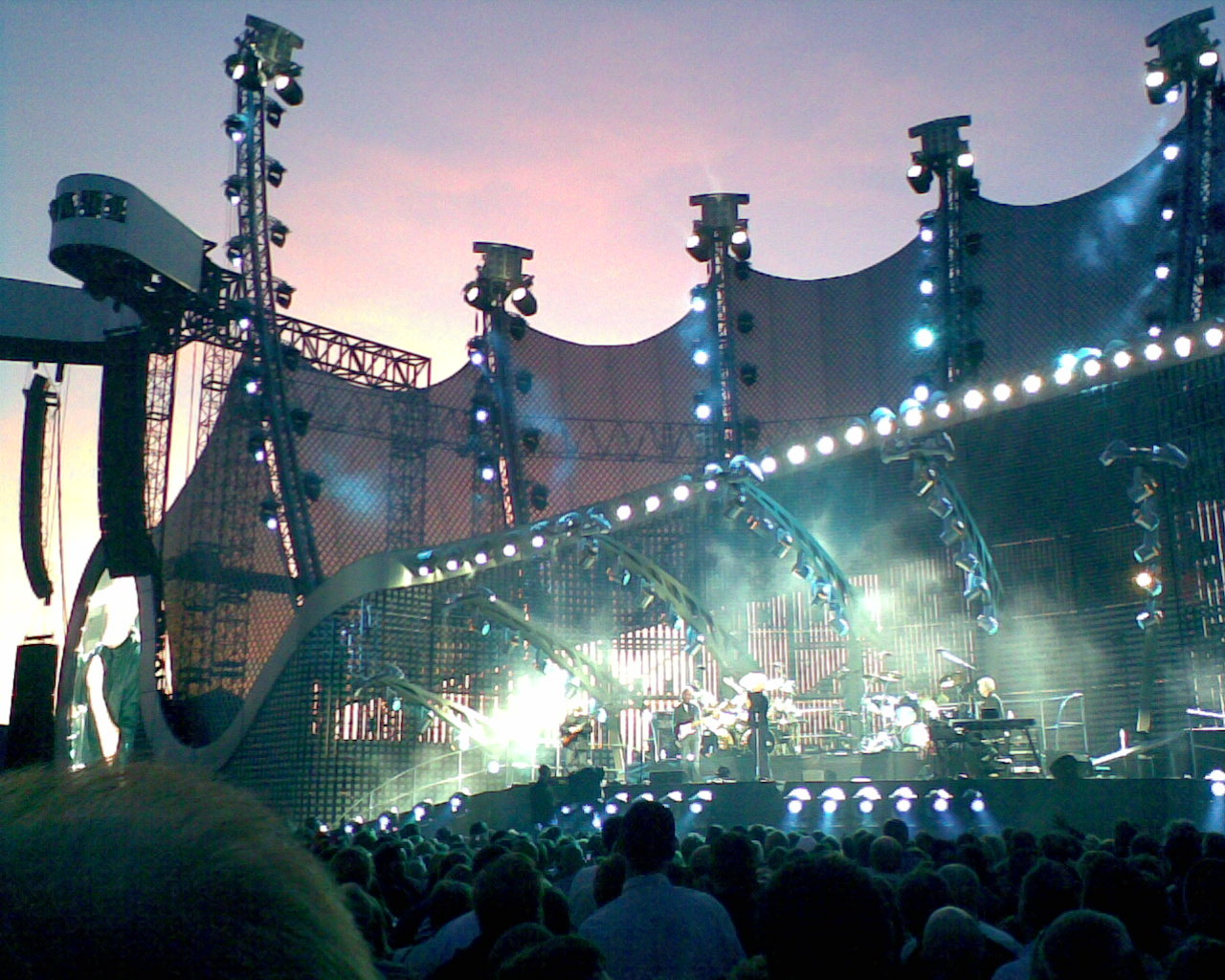
Turn It On Again: The Tour

После большого количества слухов о воссоединении Бэнкс, Коллинз и Резерфорд 7 ноября 2006 года объявили о концертном туре Turn It On Again: The Tour, почти через сорок лет после основания группы. Тур намечался на лето 2007 года, он должен был пройти по 12 странам Европы, а затем переместиться в Северную Америку. Участники трио желали объединиться также и Гэбриелом и Хаккетом для концертного представления The Lamb Lies Down on Broadway. Хотя Гэбриел в принципе был не против, он не смог уложиться в график. Коллинз позднее говорил, что «Питер несколько излишне осторожен насчёт возврата к чему-то, что изначально замышлялось как развлечение». Хаккет принял приглашение, но без Гэбриела Фил, Тони и Майк решили, что более приемлемо будет вернуть Честера Томпсона и Дэрила Стюрмера. Хаккет, тем не менее, до сих пор поддерживает хорошие отношения с остальными участниками. Небольшая заметка о его добрых пожеланиях затее с воссоединением опубликована на его веб-сайте. В свою очередь и Стюрмер, и Томпсон вернулись на правах музыкантов сопровождения.
Группа и её продюсер Ник Дэвис переиздали весь свой каталог в трёх томах в течение 2007 года. Каждый том содержит треть альбомов группы (начиная с Trespass, заканчивая Calling All Stations) в виде бокс-сета. Каждый бокс-сет состоит из многоканальных гибридных дисков с дорожками Super Audio CD, а также DVD-Video со звуком DTS 96/24 и Dolby Digital 5.1. DVD-диски содержат различные дополнительные материалы, такие как промоклипы, концертные выступления и новые интервью, в которых группа обсуждает период, когда создавался каждый альбом.
12 мая 2007 года группа была почётным гостем второй ежегодной церемонии VH1 Rock Honors, вместе с Оззи Осборном, Heart и ZZ Top. Они исполнили «Turn It On Again», «No Son of Mine» и «Los Endos». 11 июня в Хельсинки стартовал их концертный тур. Они собираются дать более 50 концертов во многих странах, включая Данию, Бельгию, Германию, Францию, Италию, Великобританию, США и Канаду. Шоу в Германии транслировалось для показа в нескольких кинотеатрах в Великобритании и Европе. 7 июля 2007 года Genesis приняли участие в концерте Live Earth на стадионе Уэмбли в Лондоне, посвящённому борьбе с глобальным потеплением. Вместе с ними выступали Мадонна, Duran Duran и Red Hot Chili Peppers.
По итогам концертного тура 27 мая 2008 года вышел двойной DVD When in Rome 2007 с записью концерта Genesis в Риме 14 июля 2007 года. В специальное издание был также включен третий, бонусный, диск Come Rain or Shine, содержащий информацию о подготовке к туру, начиная с первых обсуждений в октябре 2006 году, после которых охвачен период с семи месяцев до первого шоу до восьми дней перед ним.

### Поздние годы
Коллинз утверждает, что запись нового альбома сейчас «очень, я повторяю очень маловероятна» (по состоянию на август 2007 года), ссылаясь на недостаток как времени, так и вдохновения. Тем не менее, 22 августа Бэнкс сказал: «Мы трое собираемся сделать шаг и посмотреть, что случится». Однако в 2010 году настрой Фила Коллинза был менее оптимистичен, нежели несколькими годами ранее. В интервью он заявлял, что вряд ли видит будущее группы активным, так как из-за травм он не может играть на ударных и, также, он хочет уйти от музыки для уделения внимания своим детям.. 4 марта 2011 года Фил Коллинз объявил о завершении музыкальной карьеры. Хэкетт же по поводу воссоединения сказал следующее: «Я бы сказал, что это возможно, но очень маловероятно. Я всегда был открыт для этого. Я не тот парень, который говорит „нет“». Габриэль оценил возможность воссоединения так: «Я никогда не говорю никогда. Это действительно не случилось в прошлый раз. Я думаю, что есть небольшой шанс, но я не думаю, что он очень высок» В 2014 году Коллинз изменил свое мнение: «Продумали ли они это до конца? Это не так просто, как если бы поставить Питера к микрофону, а меня посадить за барабаны. Я больше не могу играть, так что этого больше не случится», добавив, что маловероятно, что Габриэль исполнит песни, в которых изначально Коллинз был ведущим певцом.
В 2012 году Genesis удостоились премии за достижения в прогрессивном роке на церемонии Progressive Music Awards.
В 2013 году Коллинз в интервью изданию The Guardian сказал, что подумывает вернуться к творческой музыкальной деятельности, несмотря на проблемы со здоровьем, а в 2015 году он объявил о возвращении в музыкальный бизнес и не исключил воссоединение с Бэнксом и Резерфордом, которое Бэнкс одобрил. В 2017 году Резерфорд сказал, что также не против воссоединения, если Коллинз был заинтересован. Хэкетт заявил, что хотел бы воссоединиться в составе 1971-75 годов, но подчеркнул, что это маловероятно: "«Я не скажу больше ничего, так как я не хочу давать ложную надежду». В 2016 году Коллинз опубликовал свою автобиографию, во вступлении к которой он написал, что покинул Genesis в 2007 году.
В 2014 году BBC подготовила документальный фильм «Генезис: вместе и врозь», в котором собрались участники «золотого состава» Genesis — Гэбриэл, Бэнкс, Коллинз, Резерфорд и Хэкетт. Фильм был издан на DVD и Blu-Ray под названием Genesis: Sum of the Parts вместе с бокс-сетом R-Kive, в который вошли композиции из сольных работ участников группы. Хэкетт выразил неудовольствие конечным результатом, назвав фильм «предвзятым изложением»; Резерфорд поддержал его точку зрения, но признал, что участники группы не могли влиять на конечный продукт.
В марте 2020 года Коллинз, Резерфорд и Бэнкс объявили о воссоединении и о туре The Last Domino? Tour на шоу Зои Белл на BBC Radio 2. Тур запланирован на десять концертов по Великобритании и Ирландии с ноября по декабрь 2020 года. Ожидается, что Стёрмер вернется к роли гитариста, а сын Коллинза Николас будет играть на барабанах из-за плохого здоровья Фила. Когда Коллинза спросили о возможности прихода группы в студию и написания нового материала, он ответил, что шансы невелики, но в заключение сказал: «Никогда не говори никогда».
Из-за пандемии COVID-19 группа перенесла запланированный на апрель 2021 года тур, добавив помимо этого два новых выступления.
20 сентября 2021 группа Genesis начинает концертом в Бирмингеме свой последний тур «The Last Domino?» по Британии, США и Канаде, рассчитанный на три месяца.
2 мая 2021 года Genesis объявили о североамериканском этапе тура "Last Domino?", анонсировав четырнадцать концертов в период с 15 ноября по 15 декабря 2021 года.
Одновременно с туром воссоединения Genesis выпустили сборник The Last Domino? - The Hits 17 сентября 2021 года. В этот сборник вошли песни, выпущенные в период с 1973 по 1991 год.
Тур начался 20 сентября 2021 года. 8 октября, когда оставалось четыре даты, британский этап был отложен из-за положительного результата на COVID-19 в группе. Даты были перенесены на март 2022 года, завершившись тремя концертами в Лондоне 24-26 марта. Свой заключительный концерт Genesis дали в рамках тура Last Domino? 26 марта в Лондоне; соучредитель группы Питер Гэбриэл присутствовал на концерте, но не присоединился к группе на сцене.

### Источники вдохновения и последователи

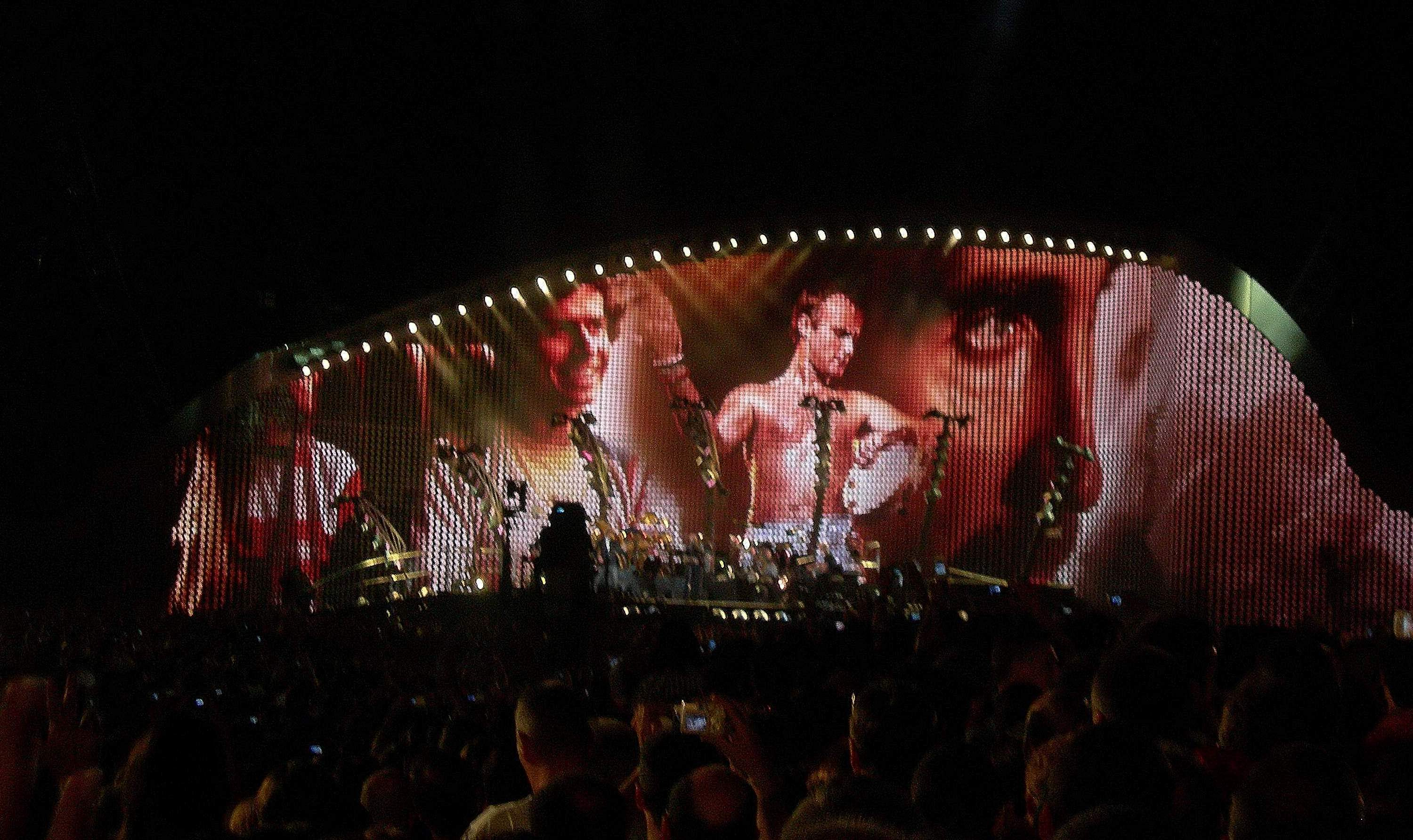
Ретроспектива группы во время исполнения «I Know What I Like»